# Willem en Maria
Willem en Maria (Engels: William and Mary) verwijst naar Willem III van Oranje en zijn vrouw Maria II van Engeland. Willem III werd op 14 november 1650 geboren uit het huwelijk van Willem II van Oranje-Nassau en diens vrouw, de Engelse Maria Henriëtte Stuart. Zijn vrouw Maria werd geboren op 30 april 1662 uit het huwelijk van Jacobus, op dat moment de hertog van York (toekomstig koning Jacobus II van Engeland) en diens vrouw Anna Hyde. Willem was ook stadhouder van Holland, Zeeland, Utrecht, Gelderland en Overijssel.

## Dubbel koningschap
De uitdrukking Willem en Maria wordt toegewezen aan het dubbele koningschap over het Koninkrijk Engeland en Schotland door stadhouder Willem III en zijn vrouw Koningin Maria II. Hun koningschap begon op 12 februari 1689, toen ze door het Engelse parlement werden geaccepteerd als koning en koningin in plaats van de verdreven katholieke koning Jacobus II, die Engeland uit was gevlucht tijdens de Glorious Revolution van 1688. Dit was de enige periode in de geschiedenis van Engeland met een dubbel koningschap waar beide monarchen dezelfde bevoegdheden hadden en zelf mochten regeren; normaal heeft de echtgenoot of echtgenote van de regerende monarch geen politieke bevoegdheden en is gewoon een prins-gemaal of gemalin (meestal aangeduid als koningin). Toen Maria stierf op 28 december 1694, regeerde Willem alleen verder tot aan zijn dood op 8 maart 1702.
Ze hadden geen kinderen, zodat er geen personele unie ontstond.

## Historische invloed
Tegen het einde van de Glorious Revolution tekenden Willem en Maria in 1689 de Bill of Rights en uiteindelijk leidde dat tot democratie in het Koninkrijk Engeland en Schotland en later in Groot-Brittannië en een nieuw samenwerkingsverband tussen het parlement en de monarchen. Daardoor kwam er een eind aan verscheidene eeuwen spanning en conflicten tussen de kroon en het parlement. En er kwam ook een eind aan de hoop van de katholieken dat Engeland terug zou keren naar Rome en dus naar het Rooms-Katholieke geloof. Het leidde integendeel tot een moderne natiestaat die vandaag de dag beter bekend is als het Verenigd Koninkrijk. Toen koning Willem III in 1702 stierf werd hij door Maria’s jongere zuster koningin Anne opgevolgd. Als Prins van Oranje werd Willem III opgevolgd door zijn neef, Johan Willem Friso van Nassau-Dietz, vorst van Nassau-Dietz en stadhouder van Friesland en Groningen.

## Trivia
- Het College of William & Mary in Williamsburg, Virginia, kreeg in 1693 het voorrecht om de namen van de Engelse monarchen te gebruiken.

## Galerij

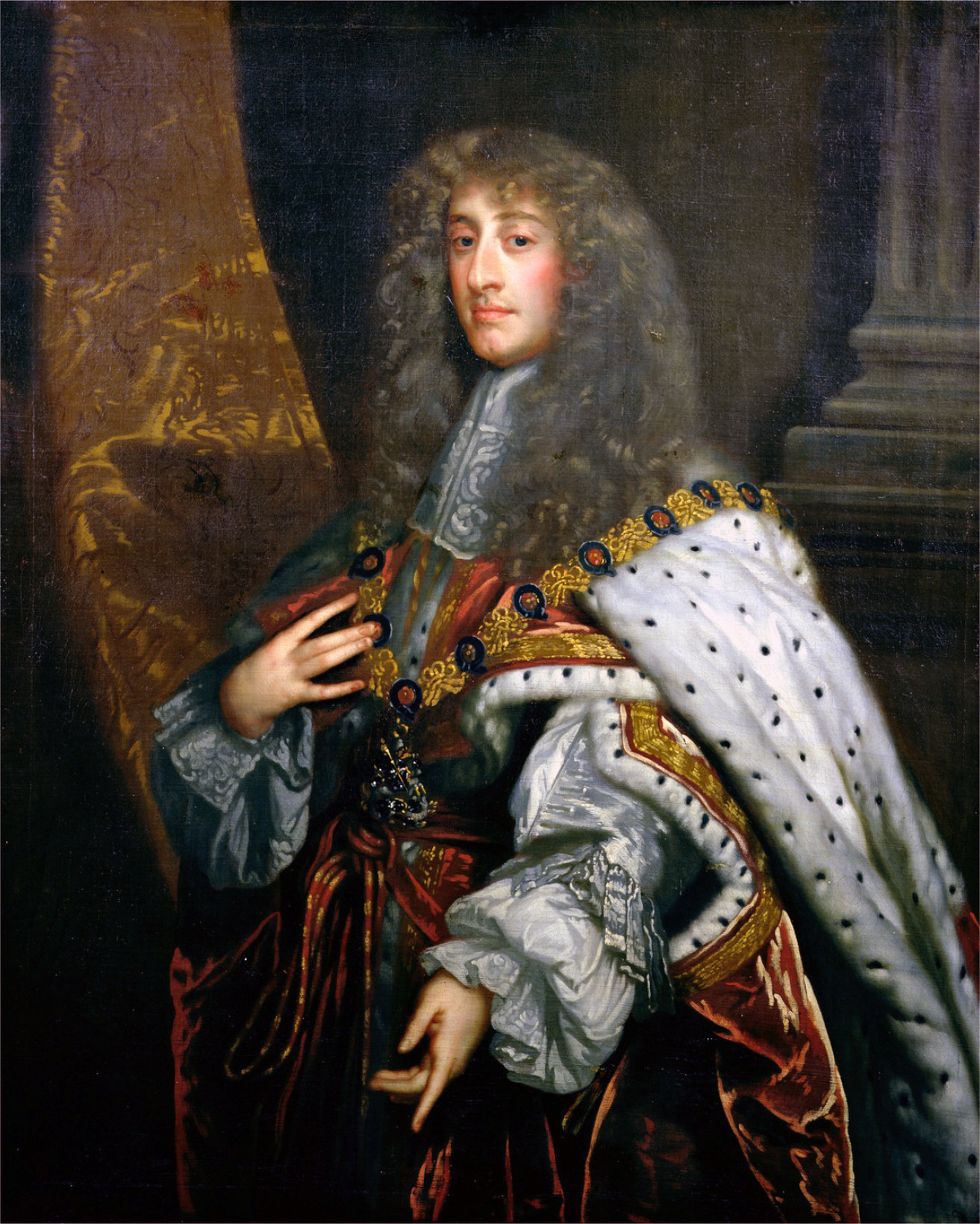
Voorganger en vader van Maria II, Jacobus II
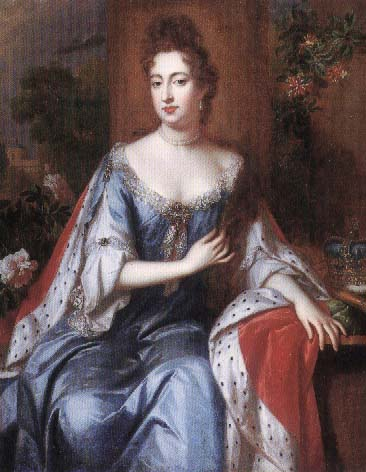
Koningin Maria II
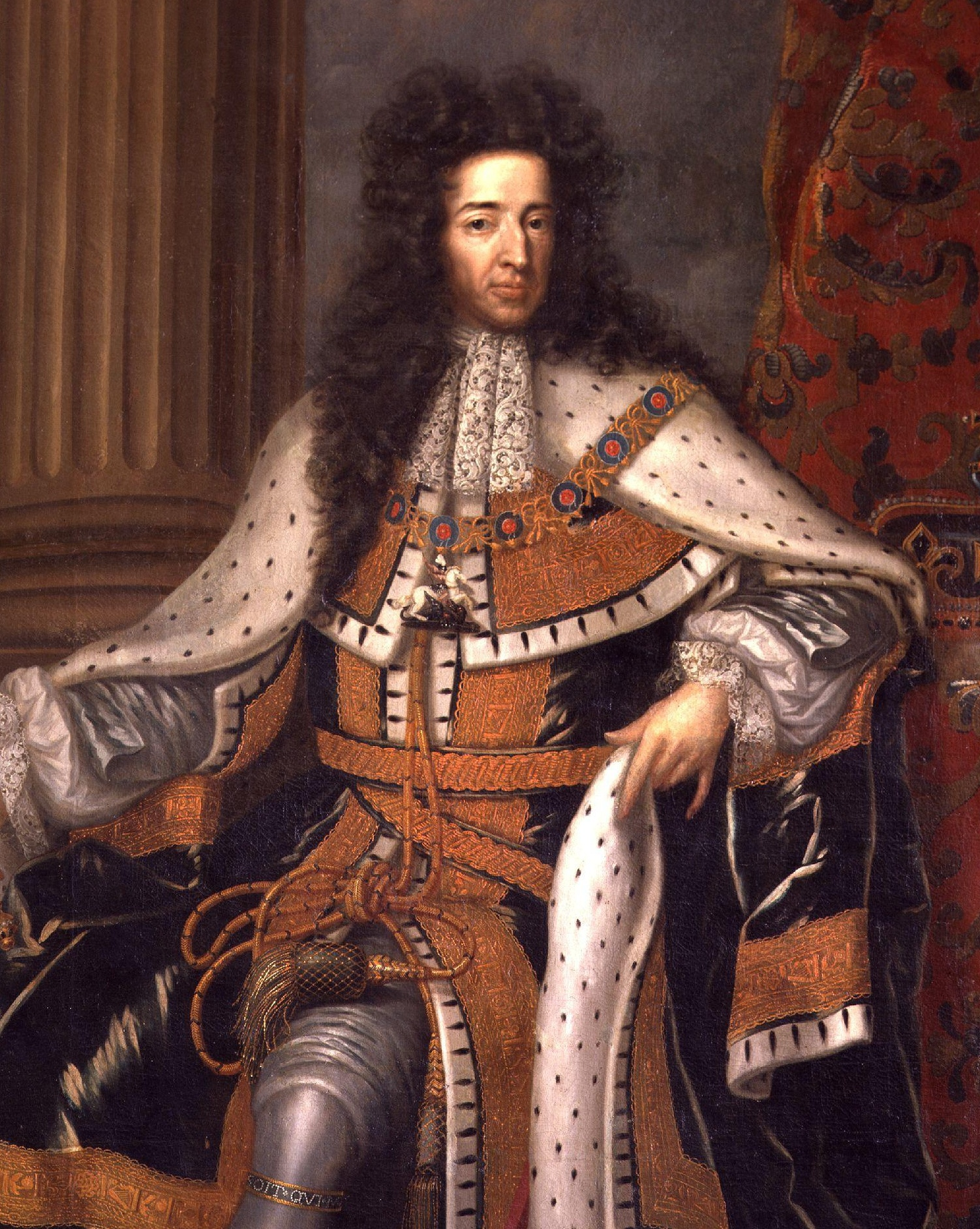
Koning Willem III
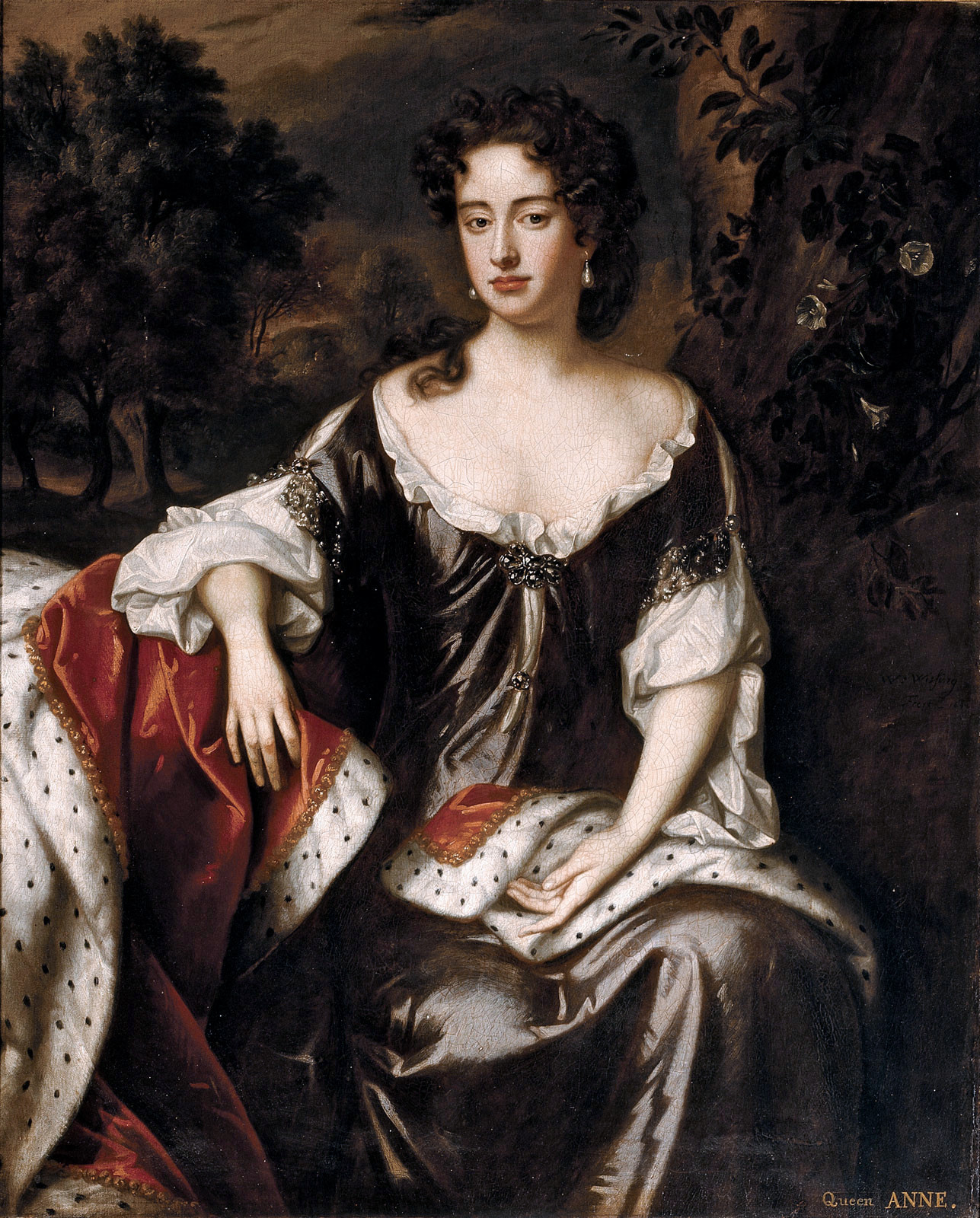
Opvolgster en zusje van Maria II, Anna